# D.J. Reader
D.J. Reader (Greensboro, Carolina del Norte, 1 de julio de 1994), apodado BBQ, es un jugador profesional estadounidense de fútbol americano que se desempeña en la posición de defensive tackle en los Detroit Lions, equipo de la National Football League (NFL).

## Carrera
Fue seleccionado en la quinta ronda en la Reunión Anual de Selección de Jugadores de la NFL de 2016. Hizo su debut profesional con el equipo Houston Texans, en el cual jugó cuatro temporadas (2016-2020), luego pasó a Cincinnati Bengals, donde jugó cuatro temporadas, en 2024 se cambió a Detroit Lions.